# Formule 1 in 1954
Het Formule 1-seizoen 1954 was het vijfde FIA Formula One World Championship seizoen. Het begon op 17 januari en eindigde op 24 oktober na negen races.
- Juan Manuel Fangio won zijn tweede wereldtitel met een Maserati en Mercedes.

## Kalender
| GP nr. | Ronde | Grand Prix              | Circuit                      | Plaats                 | Datum       |
| ------ | ----- | ----------------------- | ---------------------------- | ---------------------- | ----------- |
| 33     | 1     | GP van Argentinië       | Autódromo 17 de Octubre      | Buenos Aires           | 17 januari  |
| 34     | 2     | Indianapolis 500        | Indianapolis Motor Speedway  | Indianapolis (Indiana) | 31 mei      |
| 35     | 3     | GP van België           | Circuit de Spa-Francorchamps | Stavelot               | 20 juni     |
| 36     | 4     | GP van Frankrijk        | Circuit de Reims-Gueux       | Reims                  | 4 juli      |
| 37     | 5     | GP van Groot-Brittannië | Silverstone Circuit          | Silverstone            | 17 juli     |
| 38     | 6     | GP van Duitsland        | Nürburgring Nordschleife     | Nürburg                | 1 augustus  |
| 39     | 7     | GP van Zwitserland      | Stratencircuit Bremgarten    | Bern                   | 22 augustus |
| 40     | 8     | GP van Italië           | Autodromo Nazionale Monza    | Monza                  | 5 september |
| 41     | 9     | GP van Spanje           | Circuit Pedralbes            | Barcelona              | 24 oktober  |

### Afgelast
De Grand Prix van Nederland werd afgelast vanwege een tekort op de begroting.
| Ronde | Grand Prix       | Circuit                | Plaats    | Originele datum |
| ----- | ---------------- | ---------------------- | --------- | --------------- |
| 3     | GP van Nederland | Circuit Park Zandvoort | Zandvoort | 6 juni          |

## Resultaten en klassement

### Grands Prix
| Ronde | Grand Prix              | Poleposition          | Snelste ronde                                                                                                 | Winnende coureur      | Winnende constructeur    | Banden | Verslag |
| ----- | ----------------------- | --------------------- | --- | --------------------- | ------------------------ | ------ | ------- |
| 1     | GP van Argentinië       | Giuseppe Farina       | José Froilán González                                                                                         | Juan Manuel Fangio    | Maserati                 | P      | Verslag |
| 2     | Indianapolis 500        | Jack McGrath          | Jack McGrath                                                                                                  | Bill Vukovich         | Kurtis Kraft-Offenhauser | F      | Verslag |
| 3     | GP van België           | Juan Manuel Fangio    | Juan Manuel Fangio                                                                                            | Juan Manuel Fangio    | Maserati                 | P      | Verslag |
| 4     | GP van Frankrijk        | Juan Manuel Fangio    | Hans Herrmann                                                                                                 | Juan Manuel Fangio    | Mercedes                 | C      | Verslag |
| 5     | GP van Groot-Brittannië | Juan Manuel Fangio    | Alberto Ascari Jean Behra Juan Manuel Fangio José Froilán González Mike Hawthorn Onofre Marimón Stirling Moss | José Froilán González | Ferrari                  | P      | Verslag |
| 6     | GP van Duitsland        | Juan Manuel Fangio    | Karl Kling | Juan Manuel Fangio    | Mercedes                 | C      | Verslag |
| 7     | GP van Zwitserland      | José Froilán González | Juan Manuel Fangio                                                                                            | Juan Manuel Fangio    | Mercedes                 | C      | Verslag |
| 8     | GP van Italië           | Juan Manuel Fangio    | José Froilán González                                                                                         | Juan Manuel Fangio    | Mercedes                 | C      | Verslag |
| 9     | GP van Spanje           | Alberto Ascari        | Alberto Ascari                                                                                                | Mike Hawthorn         | Ferrari                  | P      | Verslag |

### Puntentelling
Punten worden toegekend aan de top vijf geklasseerde coureurs, en 1 punt voor de coureur die de snelste ronde heeft gereden in de race. 
| Positie | 0;1e0 | 02e0 | 03e0 | 04e0 | 05e0 | 0S0 |
| Punten  | 8     | 6    | 4    | 3    | 2    | 1   |

### Klassement bij de coureurs
Slechts de beste vijf van de negen resultaten telden mee voor het kampioenschap, resultaten die tussen haakjes staan telden daarom niet mee voor het kampioenschap. Bij "Punten" staan de getelde kampioenschapspunten gevolgd door de totaal behaalde punten tussen haakjes. Punten werden verdeeld als meerdere coureurs één auto hadden gedeeld. Daarbij werd niet gekeken naar het aantal ronden dat elke coureur had gereden.
| Pos.                  | Coureur               | ARG  | 500      | BEL  | FRA  | GBR          | DUI | ZWI | ITA       | SPA   | Punten         |
| --------------------- | --------------------- | ---- | -------- | ---- | ---- | ------------ | --- | --- | --------- | ----- | -------------- |
| 1                     | Juan Manuel Fangio    | 1    |          | 1PS  | 1P   | (4PS )*      | 1P  | 1S  | (1)P      | (3)   | 42 (571⁄7)     |
| 2                     | José Froilán González | 3S   |          | (4)^ | DNF  | 1S*          | 2^  | 2P  | 3S^ / DNF |       | 251⁄7 (269⁄14) |
| 3                     | Mike Hawthorn         | DSQ  |          | 4^   | DNF  | 2S*          | 2^  | DNF | 2         | 1     | 249⁄14         |
| 4                     | Maurice Trintignant   | 4    |          | 2    | DNF  | 5            | 3   | DNF | 5         | DNF   | 17             |
| 5                     | Karl Kling            |      |          |      | 2    | 7            | 4S  | DNF | DNF       | 5     | 12             |
| 6                     | Bill Vukovich         |      | 1        |      |      |              |     |     |           |       | 8              |
| 7                     | Hans Herrmann         |      |          |      | DNFS |              | DNF | 3   | 4         | DNF   | 8              |
| 8                     | Luigi Musso           | DNS  |          |      |      |              |     |     | DNF       | 2     | 6              |
| 9                     | Nino Farina           | 2P   |          | DNF  |      |              |     |     |           |       | 6              |
| 10                    | Jimmy Bryan           |      | 2        |      |      |              |     |     |           |       | 6              |
| 11                    | Roberto Mieres        | DNF  |          | DNF  | DNF  | 6            | DNF | 4   | DNF       | 4     | 6              |
| 12                    | Jack McGrath          |      | 3PS      |      |      |              |     |     |           |       | 5              |
| 13                    | Stirling Moss         |      |          | 3    |      | DNFS*        | DNF | DNF | 10        | DNF   | 41⁄7           |
| 14                    | Onofre Marimon        | DNF  |          | DNF  | DNF  | 3S*          | DNS |     |           |       | 41⁄7           |
| 15                    | Robert Manzon         |      |          |      | 3    | DNF          | 9   | DNS | DNF       | DNF   | 4              |
| 16                    | Sergio Mantovani      |      |          | 7    |      |              | 5   | 5   | 9         | DNF   | 4              |
| 17                    | Prince Bira           | 7    |          | 6    | 4    | DNF^         | DNF |     |           | 9     | 3              |
| 18                    | Umberto Maglioli      | 9    |          |      |      |              |     | 7   | 3^        |       | 2              |
| 19                    | André Pilette         |      |          | 5    |      | 9            | DNF |     |           |       | 2              |
| 20                    | Luigi Villoresi       |      |          |      | 5    | DNF^         | DNS |     | DNF       | DNF   | 2              |
| 21                    | Elie Bayol            | 5    |          |      |      |              |     |     |           |       | 2              |
| 21                    | Mike Nazaruk          |      | 5        |      |      |              |     |     |           |       | 2              |
| 23                    | Duane Carter          |      | 4^ / 15^ |      |      |              |     |     |           |       | 1½             |
| 24                    | Troy Ruttman          |      | 4^       |      |      |              |     |     |           |       | 1½             |
| 25                    | Alberto Ascari        |      |          |      | DNF  | DNFS* / DNF^ |     |     | DNF       | DNFPS | 1⁄7            |
| 26                    | Jean Behra            | DSQ  |          | DNF  | 6    | DNFS*        | 10  | DNF | DNF       | DNF   | 1⁄7            |
| 27                    | Harry Schell          | 6    |          |      | DNF  | 12           | 7   | DNF |           | DNF   | 0              |
| 28                    | Ken Wharton           |      |          |      | DNF  | 8            | DNS | 6   |           | 8     | 0              |
| 29                    | Fred Wacker           |      |          |      |      |              |     | DNF | 6         |       | 0              |
| 30                    | Fred Agabashian       |      | 6        |      |      |              |     |     |           |       | 0              |
| 30                    | Piero Taruffi         |      |          |      |      |              | 6   |     |           |       | 0              |
| 30                    | Paco Godia            |      |          |      |      |              |     |     |           | 6     | 0              |
| 33                    | Louis Rosier          | DNF  |          |      | DNF  | DNF          | 8   |     | 8         | 7     | 0              |
| 34                    | Peter Collins         |      |          |      |      | DNF          |     |     | 7         | DNS   | 0              |
| 35                    | Don Freeland          |      | 7        |      |      |              |     |     |           |       | 0              |
| 36                    | Jacques Swaters       |      |          | DNF  |      |              |     | 8   |           | DNF   | 0              |
| 37                    | Toulo de Graffenried  | 8    |          |      |      |              |     |     |           | DNF^  | 0              |
| 38                    | Paul Russo            |      | 8        |      |      |              |     |     |           |       | 0              |
| 39                    | Larry Crockett        |      | 9        |      |      |              |     |     |           |       | 0              |
| 40                    | Cal Niday             |      | 10       |      |      |              |     |     |           |       | 0              |
| 40                    | Bob Gerard            |      |          |      |      | 10           |     |     |           |       | 0              |
| 42                    | Jorge Daponte         | DNF  |          |      |      |              |     |     | 11        |       | 0              |
| 43                    | Art Cross             |      | 11       |      |      |              |     |     |           |       | 0              |
| 43                    | Don Beauman           |      |          |      |      | 11           |     |     |           |       | 0              |
| 45                    | Chuck Stevenson       |      | 12       |      |      |              |     |     |           |       | 0              |
| 46                    | Manny Ayulo           |      | 13       |      |      |              |     |     |           |       | 0              |
| 46                    | Leslie Marr           |      |          |      |      | 13           |     |     |           |       | 0              |
| 48                    | Bob Sweikert          |      | 14       |      |      |              |     |     |           |       | 0              |
| 48                    | Leslie Thorne         |      |          |      |      | 14           |     |     |           |       | 0              |
| 50                    | Jimmy Jackson         |      | 15^      |      |      |              |     |     |           |       | 0              |
| 50                    | Horace Gould          |      |          |      |      | 15           |     |     |           |       | 0              |
| 52                    | Ernie McCoy           |      | 16       |      |      |              |     |     |           |       | 0              |
| 53                    | Jimmy Reece           |      | 17       |      |      |              |     |     |           |       | 0              |
| 54                    | Ed Elisian            |      | 18       |      |      |              |     |     |           |       | 0              |
| 55                    | Frank Armi            |      | 19       |      |      |              |     |     |           |       | 0              |
|                       | Clemar Bucci          |      |          |      |      | DNF          | DNF | DNF | DNF       |       | 0              |
| Paul Frère            |                       |      | DNF      | DNF  |      | DNF          |     |     |           | 0     |                |
| Roy Salvadori         |                       |      |          | DNF  | DNF  |              |     |     |           | 0     |                |
| Jacques Pollet        |                       |      |          | DNF  |      |              |     |     | DNF       | 0     |                |
| Roger Loyer           | DNF                   |      |          |      |      |              |     |     |           | 0     |                |
| Sam Hanks             |                       | DNF  |          |      |      |              |     |     |           | 0     |                |
| Pat O'Connor          |                       | DNF  |          |      |      |              |     |     |           | 0     |                |
| Rodger Ward           |                       | DNF  |          |      |      |              |     |     |           | 0     |                |
| Gene Hartley          |                       | DNF  |          |      |      |              |     |     |           | 0     |                |
| Andy Linden           |                       | DNF  |          |      |      |              |     |     |           | 0     |                |
| Johnny Thomson        |                       | DNF  |          |      |      |              |     |     |           | 0     |                |
| Jerry Hoyt            |                       | DNF  |          |      |      |              |     |     |           | 0     |                |
| Jimmy Daywalt         |                       | DNF  |          |      |      |              |     |     |           | 0     |                |
| Tony Bettenhausen     |                       | DNF  |          |      |      |              |     |     |           | 0     |                |
| Spider Webb           |                       | DNF  |          |      |      |              |     |     |           | 0     |                |
| Bill Homeier          |                       | DNF  |          |      |      |              |     |     |           | 0     |                |
| Johnnie Parsons       |                       | DNF  |          |      |      |              |     |     |           | 0     |                |
| Len Duncan            |                       | DNF  |          |      |      |              |     |     |           | 0     |                |
| Pat Flaherty          |                       | DNF^ |          |      |      |              |     |     |           | 0     |                |
| Jim Rathmann          |                       | DNF^ |          |      |      |              |     |     |           | 0     |                |
| Lance Macklin         |                       |      |          | DNF  |      |              |     |     |           | 0     |                |
| Georges Berger        |                       |      |          | DNF  |      |              |     |     |           | 0     |                |
| Bill Whitehouse       |                       |      |          |      | DNF  |              |     |     |           | 0     |                |
| John Riseley-Prichard |                       |      |          |      | DNF  |              |     |     |           | 0     |                |
| Reg Parnell           |                       |      |          |      | DNF  |              |     |     |           | 0     |                |
| Peter Whitehead       |                       |      |          |      | DNF  |              |     |     |           | 0     |                |
| Eric Brandon          |                       |      |          |      | DNF  |              |     |     |           | 0     |                |
| Ron Flockhart         |                       |      |          |      | DNF^ |              |     |     |           | 0     |                |
| Hermann Lang          |                       |      |          |      |      | DNF          |     |     |           | 0     |                |
| Theo Helfrich         |                       |      |          |      |      | DNF          |     |     |           | 0     |                |
| Ottorino Volonterio   |                       |      |          |      |      |              |     |     | DNF^      | 0     |                |
| Alan Brown            |                       |      |          |      | DNS  |              |     |     |           | 0     |                |
| Pos.                  | Coureur               | ARG  | 500      | BEL  | FRA  | GBR          | DUI | ZWI | ITA       | SPA   | Punten         |

| Resultaat                       |
| ------------------------------- |
| Winnaar                         |
| Tweede plaats                   |
| Derde plaats                    |
| Gefinisht (punten behaald)      |
| Gefinisht (geen punten behaald) |
| Niet geklasseerd (NC)           |
| Uitgevallen (DNF)               |
| Niet gekwalificeerd (DNQ)       |
| Gediskwalificeerd (DSQ)         |
| Niet gestart (DNS)              |
| Gewond (INJ)                    |
| Uitgesloten (EX)                |
| Teruggetrokken (WD)             |
| Niet deelgenomen (blanco cel)   |
| P Pole position                 |
| S Snelste ronde                 |

- * Punten van de snelste ronde gedeeld onder verschillende rijders
- ^ Positie gedeeld door meerdere rijders van dezelfde wagen

1950 · 1951 · 1952 · 1953 · 1954 · 1955 · 1956 · 1957 · 1958 · 1959 · 1960 · 1961 · 1962 · 1963 · 1964 · 1965 · 1966 · 1967 · 1968 · 1969 · 1970 · 1971 · 1972 · 1973 · 1974 · 1975 · 1976 · 1977 · 1978 · 1979 · 1980 · 1981 · 1982 · 1983 · 1984 · 1985 · 1986 · 1987 · 1988 · 1989 · 1990 · 1991 · 1992 · 1993 · 1994 · 1995 · 1996 · 1997 · 1998 · 1999 · 2000 · 2001 · 2002 · 2003 · 2004 · 2005 · 2006 · 2007 · 2008 · 2009 · 2010 · 2011 · 2012 · 2013 · 2014 · 2015 · 2016 · 2017 · 2018 · 2019 · 2020 · 2021 · 2022 · 2023 · 2024 · 2025 · 2026 
 Lijst van Formule 1 Grand Prix-wedstrijden